# Marchais
Marchais és un municipi francès situat al departament de l'Aisne i a la regió dels Alts de França. L'any 2007 tenia 354 habitants.

## Demografia

### Població
El 2007 la població de fet de Marchais era de 354 persones. Hi havia 140 famílies de les quals 27 eren unipersonals (4 homes vivint sols i 23 dones vivint soles), 51 parelles sense fills, 58 parelles amb fills i 4 famílies monoparentals amb fills.
La població ha evolucionat segons el següent gràfic:
Habitants censats

### Habitatges
El 2007 hi havia 169 habitatges, 141 eren l'habitatge principal de la família, 13 eren segones residències i 15 estaven desocupats. 161 eren cases i 8 eren apartaments. Dels 141 habitatges principals, 108 estaven ocupats pels seus propietaris, 20 estaven llogats i ocupats pels llogaters i 13 estaven cedits a títol gratuït; 6 tenien dues cambres, 15 en tenien tres, 36 en tenien quatre i 85 en tenien cinc o més. 104 habitatges disposaven pel capbaix d'una plaça de pàrquing. A 58 habitatges hi havia un automòbil i a 61 n'hi havia dos o més.

### Piràmide de població
La piràmide de població per edats i sexe el 2009 era:
| Homes | Edats   | Dones |
| ----- | ------- | ----- |
| 0     | 95 o +  | 0     |
| 0     | 90 a 94 | 0     |
| 4     | 85 a 89 | 0     |
| 0     | 80 a 84 | 0     |
| 8     | 75 a 79 | 8     |
| 4     | 70 a 74 | 16    |
| 8     | 65 a 69 | 12    |
| 4     | 60 a 64 | 4     |
| 4     | 55 a 59 | 4     |
| 20    | 50 a 54 | 12    |
| 12    | 45 a 49 | 16    |
| 8     | 40 a 44 | 4     |
| 16    | 35 a 39 | 16    |
| 28    | 30 a 34 | 32    |
| 16    | 25 a 29 | 28    |
| 8     | 20 a 24 | 0     |
| 4     | 15 a 19 | 16    |
| 8     | 10 a 14 | 12    |
| 16    | 5 a 9   | 8     |
| 20    | 0 a 4   | 16    |

## Economia
El 2007 la població en edat de treballar era de 233 persones, 165 eren actives i 68 eren inactives. De les 165 persones actives 142 estaven ocupades (87 homes i 55 dones) i 24 estaven aturades (7 homes i 17 dones). De les 68 persones inactives 15 estaven jubilades, 20 estaven estudiant i 33 estaven classificades com a «altres inactius».

### Ingressos
El 2009 a Marchais hi havia 150 unitats fiscals que integraven 379 persones, la mediana anual d'ingressos fiscals per persona era de 14.617 €.

### Activitats econòmiques
Dels 8 establiments que hi havia el 2007, 1 era d'una empresa alimentària, 1 d'una empresa de construcció, 2 d'empreses de comerç i reparació d'automòbils, 1 d'una empresa d'hostatgeria i restauració, 1 d'una empresa financera i 2 d'empreses de serveis.
L'únic servei als particulars que hi havia el 2009 era un paleta.
L'any 2000 a Marchais hi havia 6 explotacions agrícoles.

## Poblacions més properes
El següent diagrama mostra les poblacions més properes.